# Sebastian Foss Solevåg
Sebastian Foss Solevåg (ur. 13 lipca 1991 w Ålesund) – norweski narciarz alpejski, brązowy medalista olimpijski i dwukrotny mistrz świata. 

## Kariera
Po raz pierwszy na arenie międzynarodowej pojawił się 17 listopada 2006 roku w Geilo, gdzie w zawodach FIS zajął 65. miejsce w gigancie. W 2010 roku wystartował na mistrzostwach świata juniorów w Mont Blanc, zajmując 47. miejsce w zjeździe i 52. miejsce w supergigancie. Podczas rozgrywanych rok później mistrzostw świata juniorów w Crans-Montana w obu tych konkurencjach zajmował 47. pozycję.
W zawodach Pucharu Świata zadebiutował 11 listopada 2012 roku w Levi, gdzie nie zakwalifikował się do pierwszego przejazdu w slalomie. Pierwsze pucharowe punkty wywalczył nieco ponad rok później, 17 listopada 2013 roku w tej samej miejscowości, kończąc slalom na dziewiątym miejscu. Pierwsze pucharowe podium wywalczył 6 stycznia 2015 roku w Zagrzebiu, zajmując trzecie miejsce w slalomie. W zawodach tych uległ jedynie Austriakowi Marcelowi Hirscherowi oraz Niemcowi Felixowi Neureutherowi. Najwyższą pozycję w klasyfikacji generalnej osiągnął w sezonie 2020/2021, kiedy był czternasty, jednocześnie zajmując piąte miejsce w klasyfikacji slalomu. 
Podczas mistrzostw świata w Cortina d’Ampezzo w 2021 roku zdobył złoty medal w slalomie, wyprzedzając Austriaka Adriana Pertla i swego rodaka, Henrika Kristoffersena. Na tej samej imprezie wspólnie z kolegami i koleżankami z reprezentacji zdobył także złoty medal w zawodach drużynowych. Był też między innymi piąty w zawodach drużynowych na rozgrywanych dwa lata wcześniej mistrzostwach świata w Åre.
Wystartował na igrzyskach olimpijskich w Soczi w 2014 roku, gdzie w swoim jedynym starcie zajął dziewiąte miejsce w slalomie. Na rozgrywanych cztery lata później igrzyskach w Pjongczangu wywalczył brązowy medal w rywalizacji drużynowej. Był też dziesiąty w slalomie, a kombinacji nie ukończył. Brał też udział w igrzyskach olimpijskich w Pekinie w 2022 roku, zajmując trzecie miejsce w slalomie. Wyprzedzili go tylko Francuz Clément Noël i Austriak Johannes Strolz.

## Osiągnięcia

### Igrzyska olimpijskie
| Miejsce | Dzień     | Rok  | Miejscowość | Konkurencja      | Czas biegu | Strata | Zwycięzca       |
| ------- | --------- | ---- | ----------- | ---------------- | ---------- | ------ | --------------- |
| 9.      | 22 lutego | 2014 | Soczi       | Slalom           | 1:41,84    | +2,27  | Mario Matt      |
| DNF2    | 13 lutego | 2018 | Pjongczang  | Superkombinacja  | 2:06,52    | –      | Marcel Hirscher |
| 10.     | 22 lutego | 2018 | Pjongczang  | Slalom           | 1:38,99    | +1,19  | André Myhrer    |
| 3.      | 24 lutego | 2018 | Pjongczang  | Zawody drużynowe | –          | –      | Szwajcaria      |
| 3.      | 16 lutego | 2022 | Pekin       | Slalom           | 1:44,09    | +0,70  | Clément Noël    |

### Mistrzostwa świata
| Miejsce | Dzień     | Rok  | Miejscowość       | Konkurencja      | Czas biegu | Strata | Zwycięzca            |
| ------- | --------- | ---- | ----------------- | ---------------- | ---------- | ------ | -------------------- |
| 9.      | 15 lutego | 2015 | Vail/Beaver Creek | Slalom           | 1:57,47    | +2,31  | Jean-Baptiste Grange |
| DNF1    | 19 lutego | 2017 | Sankt Moritz      | Slalom           | 1:34,75    | –      | Marcel Hirscher      |
| 34.     | 11 lutego | 2019 | Åre               | Superkombinacja  | 1:51,47    | +3,76  | Alexis Pinturault    |
| 5.      | 12 lutego | 2019 | Åre               | Zawody drużynowe | –          | –      | Szwajcaria           |
| 12.     | 17 lutego | 2019 | Åre               | Slalom           | 2:07,53    | +1,67  | Marcel Hirscher      |
| 1.      | 17 lutego | 2021 | Cortina d’Ampezzo | Zawody drużynowe | –          | –      | –                    |
| 1.      | 21 lutego | 2021 | Cortina d’Ampezzo | Slalom           | 1:46,48    | –      | –                    |

### Mistrzostwa świata juniorów
| Miejsce | Dzień       | Rok  | Miejscowość   | Konkurencja | Czas biegu | Strata | Zwycięzca       |
| ------- | ----------- | ---- | ------------- | ----------- | ---------- | ------ | --------------- |
| 52.     | 1 lutego    | 2010 | Megève        | Supergigant | 1:29,71    | +3,67  | Maxence Muzaton |
| DNF2    | 2 lutego    | 2010 | Les Planards  | Slalom      | 1:30,97    | –      | Reto Schmidiger |
| 47.     | 4 lutego    | 2010 | Megève        | Zjazd       | 1:19,32    | +2,69  | Mattia Casse    |
| DSQ1    | 31 stycznia | 2011 | Crans-Montana | Slalom      | 1:28,54    | –      | Reto Schmidiger |
| 47.     | 3 lutego    | 2011 | Crans-Montana | Zjazd       | 1:37,34    | +3,83  | Boštjan Kline   |
| 47.     | 4 lutego    | 2011 | Crans-Montana | Supergigant | 1:22,44    | +3,81  | Boštjan Kline   |

### Puchar Świata

#### Miejsca w klasyfikacji generalnej
| Sezon     | Miejsce |
| --------- | ------- |
| 2013/2014 | 72.     |
| 2014/2015 | 35.     |
| 2015/2016 | 45.     |
| 2016/2017 | 56.     |
| 2017/2018 | 29.     |
| 2018/2019 | 50.     |
| 2019/2020 | 25.     |
| 2020/2021 | 14.     |
| 2021/2022 | 32.     |

#### Miejsca na podium w zawodach
| Nr | Dzień       | Rok  | Miejscowość          | Konkurencja | Czas jazdy | Miejsce | Strata | Zwycięzca            |
| -- | ----------- | ---- | -------------------- | ----------- | ---------- | ------- | ------ | -------------------- |
| 1. | 6 stycznia  | 2015 | Zagrzeb              | Slalom      | 1:57,00    | 3.      | +1,04  | Marcel Hirscher      |
| 2. | 20 marca    | 2016 | Sankt Moritz         | Slalom      | 1:44,11    | 3.      | +0,36  | André Myhrer         |
| 3. | 22 grudnia  | 2020 | Madonna di Campiglio | Slalom      | 1:35,35    | 2.      | +0,33  | Henrik Kristoffersen |
| 4. | 17 stycznia | 2021 | Flachau              | Slalom      | 1:46,23    | 1.      | –      | –                    |
| 5. | 22 grudnia  | 2021 | Madonna di Campiglio | Slalom      | 1:34,59    | 1.      | –      | –                    |